# Teologia del poble
La teologia del poble és un corrent teològic nascut en l'Argentina després del Concili Vaticà II i la Conferència de Medellín (Colòmbia, 1968) com a branca autònoma de la teologia de l'alliberament que, segons diversos autors, ha influït fortament en el pensament del papa Francesc. Entre els principals teòlegs de teologia del poble es destaquen Lucio Gera, Rafael Tello, Justino O'Farrel, Juan Carlos Scannone i Carlos María Galli
La teologia del poble pren la crucial "opció preferencial pels pobres" de la teologia de l'alliberament, però es diferencia d'aquesta per no centrar-se en la "lluita de classes", sinó les nocions de "poble" i "antipoble" i les particularitats que prenen les lluites populars i la cultura en l'Amèrica Llatina. La teologia del poble sosté que a partir de la globalització i l'aprofundiment dels processos d'exclusió, l'"opció preferencial pels pobres" deu expressar-se com a "opció preferencial pels exclosos".
El teòleg jesuïta Juan Carlos Scannone, fundador de la filosofia de l'alliberament i de la teologia del poble, ha dit que el papa Francesc ha pres d'aquesta última la seva noció de "poble" com a "figura polièdrica" en la qual cada cultura té alguna cosa que aportar a la humanitat i on es respecten les diferències.